# جون دبليو. ماكورماك
جون دبليو. ماكورماك هو محامي وسياسي أمريكي، ولد في 21 ديسمبر 1891 في بوسطن في الولايات المتحدة، وتوفي في 22 نوفمبر 1980 في ديدام في الولايات المتحدة بسبب ذات الرئة. نشط حزبياً في الحزب الديمقراطي.

## مناصب
- انتخب مندوب [الإنجليزية]‏ (1920 – ).
- انتخب مندوب [الإنجليزية]‏ (1932 – 1932).
- انتخب عضو مجلس ولاية ماساتشوستس ‏ (1923 – 1926).
- انتخب الناطق باسم مجلس النواب الأمريكي (10 يناير 1962 – 3 يناير 1971).
- انتخب عضو مجلس نواب ماساتشوستس ‏ (1920 – 1922).
- انتخب عضو مجلس النواب الأمريكي [الإنجليزية]‏ (3 يناير 1963 – 3 يناير 1971).

## وصلات خارجية
- جون دبليو. ماكورماك على موقع الموسوعة البريطانية (الإنجليزية)
- جون دبليو. ماكورماك على موقع مونزينجر (الألمانية)
- جون دبليو. ماكورماك على موقع إن إن دي بي (الإنجليزية)